# Xenofrea exotica
Xenofrea exotica es una especie de escarabajo longicornio del género Xenofrea, tribu Xenofreini, subfamilia Lamiinae. Fue descrita científicamente por Galileo & Martins en 1999.

## Descripción
Mide 6,9 milímetros de longitud.

## Distribución
Se distribuye por Brasil, Colombia y Perú.